# 이시카와 히데미
이시카와 히데미(일본어: 石川秀美, 1966년 7월 13일 ~)는 일본의 여성 가수이자 배우이다. 본명은 이시카와 히데미였으나 남편의 성을 따라 야쿠마루 히데미(일본어: 薬丸秀美)로 바꾸었다.
1981년 여름, 오디션에 뽑혔고 소속사에 들어가 나고야와 도쿄를 오가며 데뷔를 준비했다. 1982년 4월 21일, 〈요정시대〉(妖精時代)로 연예계에 데뷔한다. 이 때 같이 데뷔한 동기로 나카모리 아키나, 코이즈미 쿄코, 하야미 유, 마츠모토 이요 등으로 이들을 일컬어 “꽃의 82년조”(花の82年組)라고 부른다.
1989년, 같은 해에 데뷔한 시부가키대의 멤버 야쿠마루 히로히데와 열애중인 것이 보도되어 화제가 되었다. 이듬해인 1990년 6월 4일, 임신 8개월째에 야쿠마루와 혼인하면서 연예 활동을 일시적으로 중단하였다. 그러나 출연하기로 예정되었던 드라마나 프로그램에 모두 이름이 삭제되면서 1990년을 끝으로 더 이상 방송 활동을 하지 않고 있다.